# Owen Tudor
Sir Owen Tudor (ca. 1400 — 2 de fevereiro de 1461) foi um nobre galês, assíduo na corte inglesa. Não tendo um papel politico relevante, é lembrado pela sua relação com a rainha Catarina de Valois, viúva de Henrique V de Inglaterra, e por ser considerado o fundador da casa de Tudor, como avô do rei Henrique VII de Inglaterra.
Owen surge na história em 1422, quando é designado para a corte pessoal da rainha Catarina, então exilada de Londres e afastada do seu filho bebé, o rei Henrique VI de Inglaterra. Os dois iniciaram uma relação e diz-se que casaram secretamente, embora não haja provas documentais do acontecimento. Juntos tiveram quatro filhos, entre os quais Edmundo Tudor, Conde de Richmond, que casou com Margarida Beaufort e foi pai de Henrique VII. Depois da morte de Catarina em 1437, Owen Tudor surge outra vez na história de Inglaterra lutando pela casa de Lencastre na batalha de Mortimer’s Cross em 1461, no auge da guerra das rosas. O confronto foi ganho pela casa de York e Owen foi decapitado com os restantes prisioneiros.

## Ascendência
Owen era descendente de uma família importante de Penmynydd na Ilha de Anglesey, cuja linhagem pode ser traçada até Ednyfed Fychan (m. 1246), um oficial galês e senescal do Reino de Venedócia. O avô de Owen, Tudur ap Goronwy, casou-se com Margaret, filha de Thomas ap Llywelyn ab Owain de Cardiganshire, o último homem do ramo principal da casa principesca de Deheubarth. A irmã mais velha de Margaret casou-se com Gruffudd Fychan de Glyndyfrdwy, cujo filho era Owain Glyndŵr. O pai de Owen, Maredudd ap Tudur, e os seus tios tiveram papéis importantes na revolta de Owain Glyndŵr contra o domínio inglês: a Revolta de Glyndŵr.
Os historiadores consideram que os descendentes de Ednyfed Fychan, que incluem Owen Tudor, constituíram uma das famílias mais importantes do País de Gales nos séculos XIII e XIV. Os descendentes dos seus muitos filhos formaram uma "aristocracia ministerial" e atuaram como serviçais dos príncipes de Venedócia, para além de terem desempenhado papéis essenciais nas tentativas de criar um principado de Gales unido. Este privilégio manteve-se depois da Conquista do País de Gales por Eduardo I e a família continuou a exercer poder em nome do rei de Inglaterra no País de Gales. Porém, a identidade galesa da família, assim como as lealdades que a levaram a participar na revolta de Owain Glyndŵr não foram esquecidas.

## Primeiros anos
O facto de pouco se saber sobre os primeiros anos de Owen Tudor e de se terem criado vários mitos à sua volta pode atribuir-se ao papel que a sua família desempenhou na Revolta de Glyndŵr. Em várias alturas, já se disse que ele era o filho bastardo de um taberneiro, que o seu pai era um assassino fugitivo, que Owen lutou na Batalha de Azincourt, que era guardião da casa ou do guarda-roupa da rainha Catarina, que era escudeiro de Henrique V e que a sua relação com a rainha começou quando ele caiu no seu colo enquanto dançavam ou que a rainha reparou nele quando estava a nadar.
O cronista galês do século XVI, Elis Gruffydd, revelou que Owen trabalhava na Casa Real a colocar pratos na mesa e a prová-los e como criado. Porém, sabe-se que depois da Revolta de Glyndŵr, vários galeses garantiram posições de relevo na corte e, em maio de 1421, um "Owen Meredith" juntou-se ao séquito de Sir Walter Hungerford, 1.º Barão de Hungerford, o mordomo-mor da Casa Real entre 1415 e 1421.

## Catarina de Valois
Henrique V de Inglaterra morreu em 31 de agosto de 1422, deixando a sua mulher, a rainha Catarina, viúva. A rainha-mãe viveu durante algum tempo com o seu filho bebé, o rei Henrique VI, antes de se mudar para o Castelo de Wallingford no início do sei reinado.
Havia rumores de que Catarina tinha tido um caso com Edmundo Beaufort, 2.º Duque de Somerset. Apesar de se basearem em provas questionáveis, esses rumores fizeram com que os regentes do seu filho reagissem. Eles não aceitavam Somerset como um possível marido para Catarina, uma vez que era primo em segundo grau de Henrique V, através da linha legitimada de Beaufort, descendentes de João de Gante.
Catarina acabou por se casar com Owen Tudor e teve três filhos com ele: Edmundo, Jasper e Eduardo.
O historiador G. L. Harriss sugeriu que o eventual caso de Catarina com Beaufort resultou no nascimento de Edmundo Tudor. Harriss escreveu: "Pela sua própria natureza, as provas do parentesco de Edmundo Tudor são pouco conclusivas, mas esses factos, tanto quanto podem ser reunidos, permitem chegar à possibilidade aprazível de que Edmundo "Tudor" e Margarida Beaufort eram primos diretos e que a casa real de Tudor teve origem, na verdade, em Beauforts dos dois lados."

## Vida depois de Catarina de Valois
Depois da morte da rainha Catarina, Owen Tudor perdeu a proteção que o estatuto de marido da rainha-mãe lhe dava e foi preso na Prisão de Newgate. Em 1438, ele fugiu, mas foi recapturado e ficou sob vigilância do condestável do Castelo de Windsor.
Em 1439, Henrique VI perdoou-o e entregou-lhe os seus bens e terras. Além disso, Henrique VI concedeu-lhe uma pensão de 40 libras por ano, um lugar na corte e nomeou-o Guardião dos Parques do Rei em Denbigh. Em 1422, Henrique VI recebeu os seus dois meios-irmãos, Edmundo e Jasper, na corte. Em novembro de 1452, concedeu-lhes o título de condes de Richmond e de Pembroke, reconhecendo que eram meios-irmãos do rei.
Em 1459, a pensão de Owen aumentou para 100 libras por ano. Owen e Jasper foram encarregues de prender um criado de John Dwnn de Kidwelly, um apoiante da Casa de Iorque, e ainda nesse ano Owen mostrou interesse em adquirir terras de outro Iorquista, John, Lord Clinton. Em 5 de fevereiro de 1460, Owen e Jasper conseguiram cargos vitalícios em Denbigh, um domínio do Duque de Iorque.

## Morte
Owen Tudor foi uma das primeiras vítimas da Guerra das Rosas (1455 - 1487) entre a Casa de Lencastre e a Casa de Iorque. Ele juntou-se ao exército do seu filho Jasper no País de Gales em janeiro de 1461, mas este foi derrotado na Batalha de Mortimer's Cross por Eduardo de Iorque. Em 2 de fevereiro, Owen Tudor foi capturado e decapitado em Hereford. A sua cabeça foi colocada na praça do mercado local onde uma mulher lhe lavou a cara e acendeu 100 velas em sua memória.
Owen esperava ser preso e não executado. O seu corpo foi enterrado numa capela no lado norte da Igreja dos Greyfriars em Hereford. Ele não teve nenhum memorial até o seu filho ilegítimo, David, pagar por uma campa antes de a ordem dos monges ser extinta.

## Descendentes
- Edmundo (ca. 1430 – 1 de novembro de 1456) nasceu no Palácio de Much Hadham em Hertfordshire ou em Hadham no Bedfordshire. Edmundo tornou-se no 1.º Conde de Richmond em 1452 e mais tarde casou-se com Margarida Beaufort. Em 1465, ele morreu de peste em Carmarthen três meses antes no nascimento do filho do casal no Castelo de Pembroke. Esse filho, Henrique, viria a tornar-se rei de Inglaterra e fundou a dinastia de Tudor.[8]
- Jasper (ca. novembro de 1431 – 26 de dezembro de 1495) nasceu em Hatfield. Ele tornou-se no 1.º Conde de Pembroke em 1452, mas foi considerado um traidor em 1461. Porém, acabou por se tornar no 1.º Duque de Bedford em 1485. Ele foi o segundo marido de Catarina Woodville, viúva do Duque de Buckingham e irmã de Isabel Woodville, a mulher de Eduardo IV. Eles não tiveram filhos. Jasper teve uma filha ilegítima chamada Ellen Tudor. Ellen casou-se com William Gardiner, com quem teve cinco filhos. Ela casou-se pela segunda vez com William Subson.
- Eduardo Tudor. Sabe-se muito pouco sobre a vida deste filho. O historiador especialista nos Tudor, Polydore Vergil, afirmou que este filho, a quem não deu nome, se tornou "monge na ordem de São Bento e morreu porco depois".[12] William Camden referiu-se a este filho como Eduardo Tudor e indicou que está enterrado na capela de St. Blaise na Abadia de Westminster, perto da campa da abade Nicholas Litlington.[13] Apesar disto, a maioria das fontes referem-se a ele como Owen Tudor por motivos que não são claros. O historiador moderno Pearce demonstrou nunca ter existido nenhum monge chamado Eduardo ou Owen na Abadia de Westminster neste período. Uma teoria alternativa avançada por Pearce é que Eduardo Tudor seja na verdade Edward Bridgewater, um monge conhecido na Abadia de Westminster que morreu por volta de 1471. Não parece haver bases que comprovem esta teoria.
- Polydore Vergil afirma que Owen e Catarina de Valois também tiveram uma filha que se tornou freira, mas mais nenhuma fonte o prova.

Owen Tudor teve pelo menos um filho ilegítimo com uma amante desconhecida:
- Sir David Owen nasceu em 1459 no Castelo de Pembroke. Mais tarde, comprou a propriedade de Southwick Court antes de se casar com uma herdeira com quem comprou a propriedade de Cowdray em Sussex. Ele encontra-se enterrado na igreja de Easebourne, perto de Midhurst.